# Estudiantes de Mérida
Estudiantes de Mérida Fútbol Club – wenezuelski klub piłkarski z siedzibą w Méridzie, leżącym w stanie Mérida.

## Osiągnięcia
- Mistrz Wenezueli (2): 1980, 1985
- Wicemistrz Wenezueli (6): 1976, 1977, 1981, 1986, 1998, 2002
- Puchar Wenezueli (3): 1971, 1975, 1985
- Udział w Copa Libertadores (7): 1977, 1978, 1981, 1982, 1987, 1999 (ćwierćfinał), 2003

## Historia
Klub założony został 4 kwietnia 1971 i gra obecnie w drugiej lidze wenezuelskiej (Segunda división venezolana).
Klub Estudiantes zadebiutował w pierwszej lidze wenezuelskiej w 1972 roku, zajmując w swym debiutanckim sezonie wysokie 4. miejsce. W następnym roku Estudiantes wobec równej liczby punktów rozegrał baraż z klubem Valencia FC o tytuł wicemistrza Wenezueli - przegrany jednak 2:4. W 1974 i 1975 dwukrotnie było 3. miejsce, aż w roku 1976 wreszcie udało się sięgnąć po wicemistrzostwo, powtórzone w następnym, 1977 roku. W 1978 znów trzecia pozycja, a w 1979 najgorsze jak dotąd 5. miejsce w tabeli. Za to w 1980 roku największy sukces - mistrzostwo Wenezueli. Rok później - "tylko" wicemistrzostwo. Po trzech przeciętnych sezonach 1982, 1983 i 1984 drugie mistrzostwo w 1985 roku, a po roku kolejne wicemistrzostwo Wenezueli. Przejście ligi wenezuelskiej z systemu jesień-wiosna na wiosna-jesień nie było zbyt szczęśliwe dla klubu Etudiantes, który oprócz pierwszego w nowym systemie sezonu 1986/1987 (3. miejsce) błąkał się w dolnych rejonach tabeli. Dopiero w 1998 roku po wygraniu turnieju Clausura, Estudiantes ponownie zdobył tytuł wicemistrza, a w następnym roku klub rewelacyjnie spisał się w Copa Libertadores, docierając aż do ćwierćfinału. Ostatnim sukcesem było szóste wicemistrzostwo Wenezueli w 2002 roku. Później było już coraz gorzej, aż w końcu w tabeli sumarycznej sezonu 2005/2006 Estudiantes zajął ostatnie, 10. miejsce i po 35 latach nieprzerwanej gry w pierwszej lidze spadł do drugiej ligi.